# Centro Comercial Las Brisas
Las Brisas Centro Comercial, es un centro comercial de Bolivia, ubicado en la ciudad de Santa Cruz de la Sierra. Está ubicado en el Cuarto Anillo y Avenida Cristo Redentor. Es conocido por tener áreas verdes, el complejo de cines Multicine, un boulevard propio, y la Torre Empresarial Mercantil Santa Cruz.
Fue inaugurada el 11 de agosto de 2015, y construido sobre una superficie de 50000 metros cuadrados construidos, y con una inversión de 40 millones de dólares estadounidenses, es uno de los centros comerciales que abrieron sus puertas en marco a una tendencia y necesidades de la población cruceña.

## Descripción
El diseño del centro comercial fue realizado por Baudizzone-Lestard y Asociados Arquitectos, con el Arq. Ricardo Gómez como jefe de obra, y el Arq. Diego Dubove como jefe de documentación. La Compañía Boliviana de Ingeniería es la responsable de la construcción del centro comercial.
El complejo comercial incluye ochenta locales comerciales de distintas superficies,nueve salas de cine, un patio de comidas de doce locales, un área de juegos para niños con bowling, y parqueo techado para  700 vehículos.

## Historia

### Inauguración
La inauguración del centro comercial fue realizado el 11 de agosto de 2015, en plenas fiestas patrias de Bolivia, y posteriormente se abrieron las puertas para el público en general en la tarde del 12 de agosto de 2015.
Rosalina Roca, gerente comercial de Las Brisas, estimó que 300.000 personas visitarían el centro comercial cada mes, y que para la segunda fase del "megaproyecto" es la construcción de una torre empresarial y un hotel.